# 6355 Univermoscow

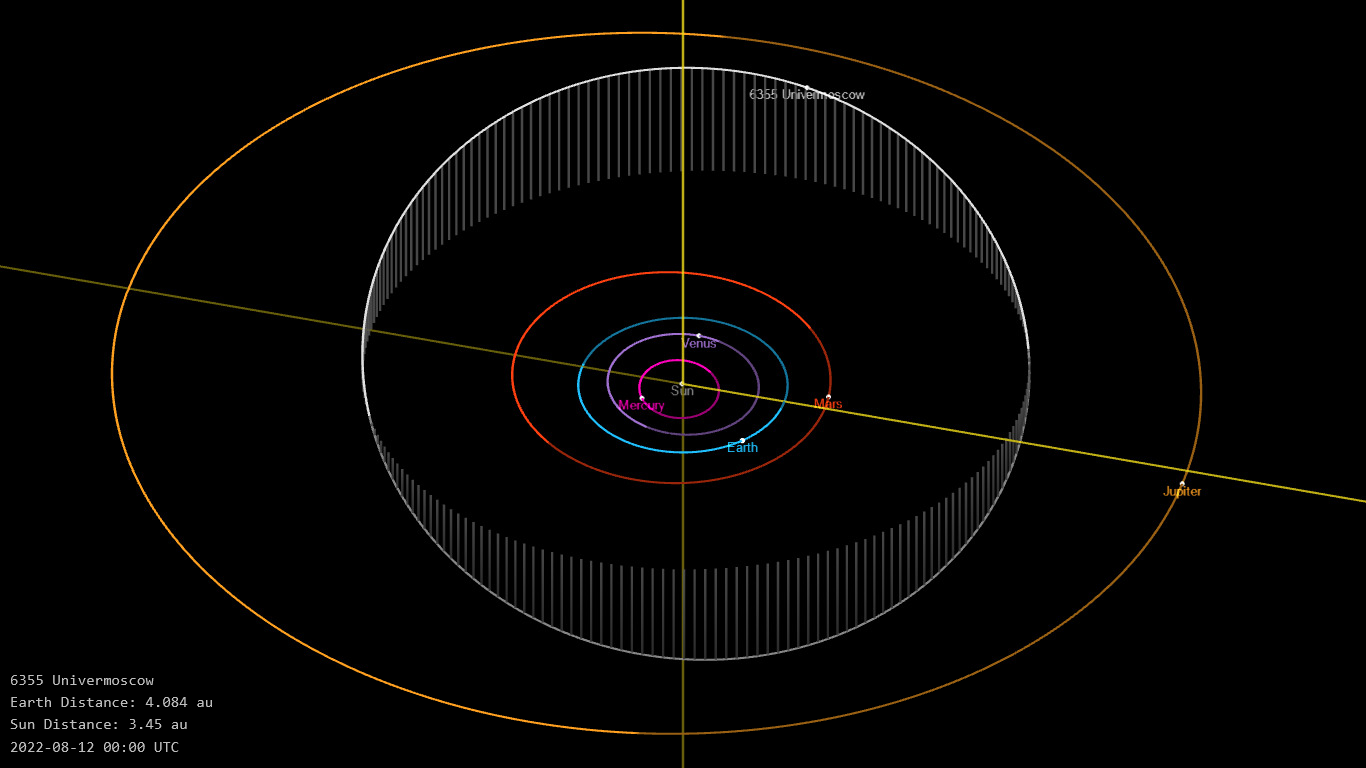
Orbita asteroidului 6355 Univermoscow (Jet Propulsion Laboratory)

6355 Univermoscow este un asteroid din centura principală de asteroizi.

## Descriere
6355 Univermoscow este un asteroid din centura principală de asteroizi. A fost descoperit pe 15 octombrie 1969 la Observatorul astrofizic din Crimeea de Liudmila Cernîh. El prezintă o orbită caracterizată de o semiaxă mare de 3,20 ua, o excentricitate de 0,08 și o înclinație de 22,4° în raport cu ecliptica.